# Walter Wallberg
Walter Wallberg (ur. 24 marca 2000 w Bollnäs) – szwedzki narciarz dowolny. Specjalizuje się w jeździe po muldach.
W 2016 roku wystartował na mistrzostwach świata juniorów w Åre, gdzie zdobył srebrny medal w jeździe po muldach, a w muldach podwójnych był szósty. W zawodach Pucharu Świata zadebiutował 12 grudnia 2015 roku w Ruka, zajmując 42. miejsce w muldach podwójnych. Pierwsze pucharowe punkty zdobył 13 stycznia 2017 roku w Lake Placid, gdzie w jeździe po muldach był piąty. Na podium zawodów tego cyklu po raz pierwszy stanął 21 stycznia 2017 roku w Saint-Côme, kończąc jazdę po muldach na trzeciej pozycji. Wyprzedzili go tam jedynie Kanadyjczyk Mikaël Kingsbury i Francuz Sacha Theocharis. W sezonie 2021/2022 był trzeci w klasyfikacji generalnej muld, oraz w klasyfikacjach jazdy po muldach i muld podwójnych.
W ramach zimowych igrzysk olimpijskich w Pekinie wystartował w konkurencji jazdy po muldach – w finale zmagań uzyskał wynik 83,23 pkt i zdobył złoty medal.

## Osiągnięcia

### Igrzyska olimpijskie
| Miejsce | Dzień     | Rok  | Miejscowość | Konkurencja      | Zwycięzca        |
| ------- | --------- | ---- | ----------- | ---------------- | ---------------- |
| 21.     | 12 lutego | 2018 | Pjongczang  | Jazda po muldach | Mikaël Kingsbury |
| złoto   | 5 lutego  | 2022 | Pekin       | Jazda po muldach | –                |

### Mistrzostwa świata
| Miejsce | Dzień     | Rok  | Miejscowość   | Konkurencja      | Zwycięzca        |
| ------- | --------- | ---- | ------------- | ---------------- | ---------------- |
| 44.     | 8 marca   | 2017 | Sierra Nevada | Muldy            | Ikuma Horishima  |
| 29.     | 9 marca   | 2017 | Sierra Nevada | Muldy podwójne   | Ikuma Horishima  |
| 9.      | 8 lutego  | 2019 | Deer Valley   | Jazda po muldach | Mikaël Kingsbury |
| 4.      | 9 lutego  | 2019 | Deer Valley   | Muldy podwójne   | Mikaël Kingsbury |
| 3.      | 25 lutego | 2023 | Bakuriani     | Jazda po muldach | Mikaël Kingsbury |
| 2.      | 26 lutego | 2023 | Bakuriani     | Muldy podwójne   | Mikaël Kingsbury |

### Puchar Świata

#### Miejsca w klasyfikacji generalnej
- sezon 2015/2016: -
- sezon 2016/2017: 125.
- sezon 2017/2018: 76.
- sezon 2018/2019: 8.
- sezon 2019/2020: 39.

Od sezonu 2020/2021 klasyfikacja jazdy po muldach jest jednocześnie klasyfikacją generalną.
- sezon 2020/2021: –
- sezon 2021/2022: 3.
- sezon 2022/2023: 3.
- sezon 2023/2024: 4.
- sezon 2024/2025: 14.

#### Miejsca na podium w zawodach
1. Saint-Côme – 21 stycznia 2017 (jazda po muldach) – 3. miejsce
2. Ruka – 7 grudnia 2018 (jazda po muldach) – 3. miejsce
3. Calgary – 12 stycznia 2019 (jazda po muldach) – 2. miejsce
4. Lake Placid – 18 stycznia 2019 (jazda po muldach) – 2. miejsce
5. Szymbulak – 2 marca 2019 (jazda po muldach) – 3. miejsce
6. Ruka – 7 grudnia 2019 (jazda po muldach) – 3. miejsce
7. Calgary – 1 lutego 2020 (jazda po muldach) – 2. miejsce
8. Deer Valley – 8 lutego 2020 (muldy podwójne) – 3. miejsce
9. L’Alpe d’Huez – 18 grudnia 2021 (muldy podwójne) – 2. miejsce
10. Mont-Tremblant – 7 stycznia 2022 (jazda po muldach) – 2. miejsce
11. Mont-Tremblant – 8 stycznia 2022 (jazda po muldach) – 2. miejsce
12. Deer Valley – 14 stycznia 2022 (jazda po muldach) – 3. miejsce
13. Chiesa in Valmalenco – 12 marca 2022 (muldy podwójne) – 3. miejsce
14. Megève – 18 marca 2022 (jazda po muldach) – 3. miejsce
15. Idre – 10 grudnia 2022 (jazda po muldach) – 3. miejsce
16. L’Alpe d’Huez – 17 grudnia 2022 (muldy podwójne) – 3. miejsce
17. Saint-Côme – 27 stycznia 2023 (jazda po muldach) – 2. miejsce
18. Saint-Côme – 28 stycznia 2023 (muldy podwójne) – 1. miejsce
19. Deer Valley – 4 lutego 2023 (muldy podwójne) – 2. miejsce
20. Ałmaty – 18 marca 2023 (muldy podwójne) – 2. miejsce
21. Ruka – 2 grudnia 2023 (jazda po muldach) – 2. miejsce
22. L’Alpe d’Huez – 16 grudnia 2023 (muldy podwójne) – 1. miejsce
23. Saint-Côme – 19 stycznia 2024 (jazda po muldach) – 1. miejsce
24. Waterville Valley – 27 stycznia 2024 (muldy podwójne) – 3. miejsce
25. Ruka – 30 listopada 2024 (jazda po muldach) – 2. miejsce
26. Idre – 6 grudnia 2024 (jazda po muldach) – 3. miejsce
27. Bakuriani – 21 grudnia 2024 (muldy podwójne) – 1. miejsce